# چیرا آپوستول
چیرا آپوستول (رومانیایی: Chira Apostol؛ زادهٔ ۱ ژوئن ۱۹۶۰) قایقران روئینگ اهل رومانی است.
وی در مسابقات کشوری و بین‌المللی در مجموع برندهٔ ۲ مدال طلا، ۲ مدال نقره شده‌است.